# Michael Bartels
Pour les articles homonymes, voir Bartels.
Michael Bartels, né le 8 mars 1968, est un pilote automobile allemand. Il est le fils du pilote Willi Bartels, et le propriétaire du Team Vitaphone Racing.

## Biographie

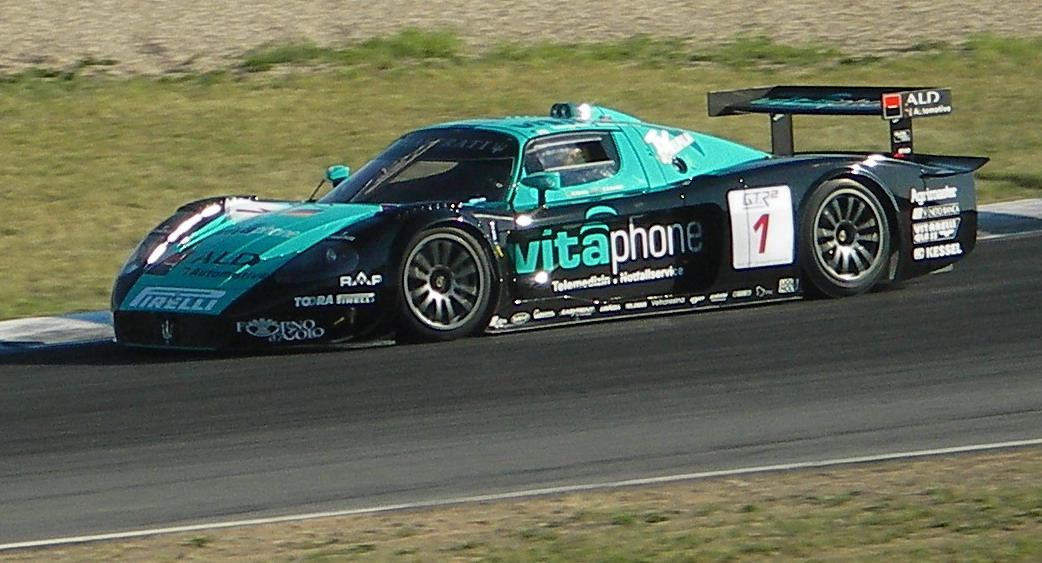
Michael Bartels au volant de la Maserati MC12 no 1

Michael Bartels commence sa carrière en 1986 dans le championnat d'Allemagne de Formule Ford 1600. Sacré en fin d'année, il passe en 1987 championnat de Formule Ford 2000 qu'il termine en troisième position.  En 1988 et en 1989, il dispute le championnat d'Allemagne de Formule 3, dans lequel il croise notamment la route de Michael Schumacher. Malgré plusieurs succès, il ne parvient jamais à jouer le titre et doit se contenter de terminer 5e puis 4e du championnat. En 1990, Bartels, accède au championnat international de Formule 3000, mais sans parvenir à obtenir de résultats notables. À cette période, il fait moins parler de lui pour ses performances en piste que pour sa romance avec la championne de tennis Steffi Graf, avec laquelle il restera fiancé pendant 7 ans.

### Débuts sans lendemain en Formule 1
Grâce à l'aide de partenaires financiers, il parvient en 1991 à décrocher pour quatre courses un volant en Formule 1 au sein de la prestigieuse mais moribonde écurie Lotus. Ses quatre apparitions se soldent par autant de non-qualifications. Sa carrière en F1 n'ira pas plus loin. De retour en F3000 en 1992, Bartels fait meilleure impression en terminant 4e du championnat avec 4 podiums. Mais une nouvelle saison très moyenne dans la discipline en 1993 sonne le glas de sa carrière en monoplace et l'incite à se reconvertir à partir de 1994 dans les épreuves de GT et de berlines.

## Palmarès
- 1986: Champion d'Allemagne de Formule Ford 1600
- 1993: 2e des 24 Heures de Spa
- 1999: Vainqueur de la Guia Race of Macao (en)
- 2000: Vainqueur des 24 Heures du Nürburgring
- 2001: Vainqueur des 24 Heures du Nürburgring
- 2004: 500 kilomètres de Valence, 500 kilomètres de Brno
- 2005: Vainqueur des 24 Heures de Spa
- 2005: vice-champion FIA GT
- 2006: Champion FIA GT, Vainqueur des 24 Heures de Spa, du RAC Tourist Trophy et des 500 kilomètres d'Oschersleben
- 2007: Vainqueur des 2 Heures d'Oschersleben
- 2008: Champion FIA GT, vainqueur des 24 Heures de Spa et des 2 Heures de Zolder
- 2009: Champion FIA GT, vainqueur des 2 Heures d'Adria et des 2 Heures du Hungaroring
- 2010: Champion du monde FIA GT1
- 2011: Vainqueur des 3 Heures de Navarre
- 2012: 3e du Championnat du monde FIA GT1

## Résultats en championnat du monde de Formule 1
| Saison | Écurie     | Châssis | Moteur  | Pneus    | GP disputés              | Points inscrits | Classement |
| ------ | ---------- | ------- | ------- | -------- | ------------------------ | --------------- | ---------- |
| 1991   | Team Lotus | 102B    | Judd V8 | Goodyear | 0 (4 non-qualifications) | 0               | Non classé |